# Calypso Botez
Calypso Botez, född 1880, död 1933, var en rumänsk feminist och kvinnorättsaktivist. Hon grundade föreningen Asociaţia pentru Emanciparea Civilă şi Politică a Femeilor Române 1917 och Consiliul Naţional al Femeilor Române 1921.